# Maria Felicyta Masiá Ferragut
Maria Felicyta Masia Ferragut (ur. 29 sierpnia 1890 w Algemesí, zm. 25 października 1936) – hiszpańska błogosławiona Kościoła katolickiego.
Wstąpiła do klasztoru. Jej siostry również były zakonnicami. W czasie wojny domowej w Hiszpanii aresztowano ją wraz z matką Marią Teresą Ferragut Roig i siostrami. Potem poniosła wraz z nimi śmierć męczeńską.
Beatyfikacji w grupie Józef Aparicio Sanz i 232 towarzyszy dokonał Jan Paweł II 11 marca 2001 roku.